# Романівка (Кременчуцький район)
Рома́нівка — село в Україні, у Глобинській міській громаді Кременчуцького району Полтавської області. Населення становить на 1 січня 2011 року становить 325 осіб. День села — 21 вересня.

## Географія
Село Романівка розташоване за 42 км від центру громади на правому березі річки Хорол, вище за течією за 1,5 км розташоване село Зубані, нижче за течією за 3 км розташоване село Турбаї, на протилежному березі — село Іванове Селище. Довкола села проходить декілька іригаційних каналів.
Загальна площа населеного пункту — 324,5 га.

## Історія
У Національній книзі пам'яті жертв Голодомору 1932—1933 років в Україні вказано, що 115 жителів села загинули від голоду.
До 2020 підпорядковане Зубанівській сільській раді. Також раді були підпорядковані села: Зубані та Руда.
12 червня 2020 року, відповідно до розпорядження Кабінету Міністрів України № 721-р «Про визначення адміністративних центрів та затвердження територій територіальних громад Полтавської області», село увійшло до складу Глобинської міської громади.
19 липня 2020 року, в результаті адміністративно - територіальної реформи та ліквідації Глобинського району, село увійшло до складу новоутвореного Кременчуцького району.

## Населення
Населення станом на 1 січня 2011 року становить 325 осіб.
- 2001 — 421 жит.
- 2011 — 325 жит., 153 дворів

### Мова
Розподіл населення за рідною мовою за даними перепису 2001 року:
| Мова       | Кількість | Відсоток |
| ---------- | --------- | -------- |
| українська | 417       | 99.05%   |
| російська  | 4         | 0.95%    |
| Усього     | 421       | 100%     |

## Інфраструктура
На території села діють: фельдшерсько — акушерський пункт, 2 магазини. Село газифіковане.

## Пам'ятники
Є такі пам'ятники:
- Пам'ятник загиблим воїнам під час Другої світової війни
- Меморіал жертвам голодомору

## Особистості
- Летюк Євген Миколайович (*1929—†1976) — український письменник. Народився у селі Романівка.[1]
- Іванов Іван Андрійович (1921-1995) -народний художник, представник стилю Наївне мистецтво